# Å socken
Å socken i Östergötland ingick i Björkekinds härad och ingår sedan 1974 i Norrköpings kommun och motsvarar från 2016 Å distrikt.
Socknens areal är 24,86 kvadratkilometer, varv 24,84 land. År 2000 fanns här 205 invånare. Kyrkbyn Åkerby med sockenkyrkan Å kyrka ligger i socknen. Å gamla kyrka, som nu är en ruin, uppfördes på 1200-talet, troligen såsom gårdskyrka för kungsgården vid Ring, nära Slätbaken. Den förstördes vid en brand 1878.

## Administrativ historik
Å socken har medeltida ursprung.
Vid kommunreformen 1862 övergick socknens ansvar för de kyrkliga frågorna till Å församling och för de borgerliga frågorna till Å landskommun. Landskommunen inkorporerades 1952 i Västra Vikbolandets landskommun som uppgick 1967 i Vikbolandets landskommun och ingår sedan 1974 i Norrköpings kommun. Församlingen uppgick 2008 i Västra Vikbolandets församling.
1 januari 2016 inrättades distriktet Å, med samma omfattning som församlingen hade 1999/2000.  
Socknen har tillhört samma fögderier och domsagor som Björkekinds härad. De indelta soldaterna tillhörde   Andra livgrenadjärregementet, Liv-kompaniet. De indelta båtsmännen tillhörde Östergötlands båtsmanskompani.

## Geografi
Å socken ligger på södra Vikbolandet invid Slätbaken. Socknen är slättbygd och i söder bergshöjder med branta stränder mot Slätbaken.

## Fornlämningar

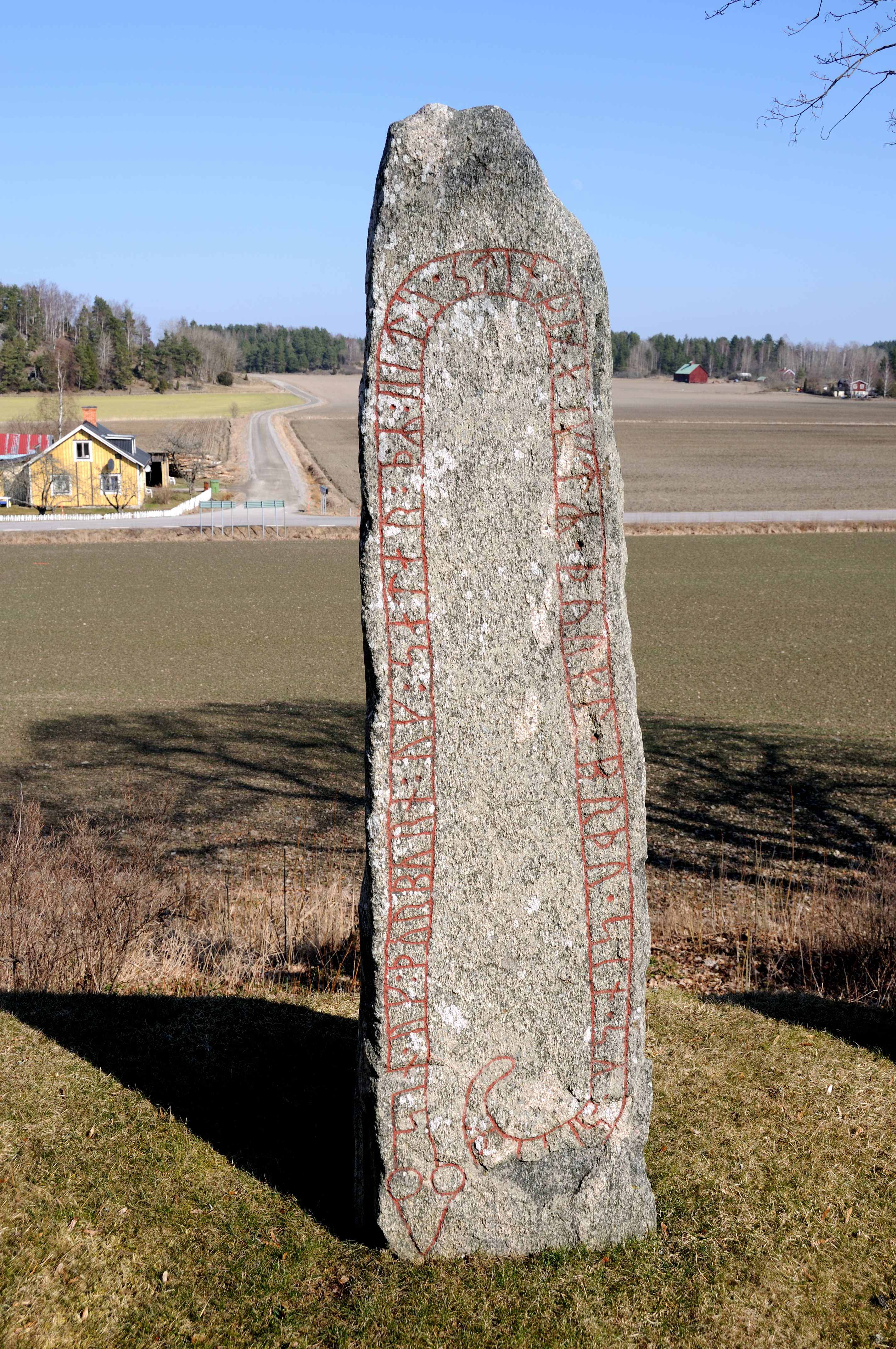
Östergötlands runinskrifter 32 vid kyrkan.

Kända från socknen är boplatser från stenåldern, omkring 40 gravrösen från bronsåldern samt sju gravfält, och fyra fornborgar från järnåldern. Fyra runristningar är kända, varav tre vid kyrkan.

## Namnet
Namnet (1349 Aa) kommer från den medeltida kyrkan som står vid Gisselöån. Under medeltiden kallades socknen även Abo socken, 'Åbornas socken'.